# Massachusetts (nummer)
Massachusetts is een lied van de Australische band Bee Gees uit 1967 dat werd geschreven door de broers Robin, Maurice en Barry Gibb zelf. Het was de eerste nummer 1-hit van deze band in het Verenigd Koninkrijk en belandde ook in verschillende andere landen op de eerste plaats, waaronder in België en Nederland. Verder is het jaarlijks terug te vinden in de Top 2000 van Radio 2.
De muziekstijl grenst aan folk en country met een in harmonie gezongen soul/popmelodie. Er verschenen versies in het Duits, Tsjechisch en Frans. Verder werd het in het Engels meer dan tien maal gecoverd.
Het nummer inspireerde Werner Theunissen tot het schrijven van het lied Mississippi waarmee de Nederlandse band Pussycat in het midden van de jaren zeventig een wereldhit had.

## Hitnoteringen
| Nederlandse Top 40: week 40 in 1967 t/m 2 in 1968 | Nederlandse Top 40: week 40 in 1967 t/m 2 in 1968 | Nederlandse Top 40: week 40 in 1967 t/m 2 in 1968 | Nederlandse Top 40: week 40 in 1967 t/m 2 in 1968 | Nederlandse Top 40: week 40 in 1967 t/m 2 in 1968 | Nederlandse Top 40: week 40 in 1967 t/m 2 in 1968 | Nederlandse Top 40: week 40 in 1967 t/m 2 in 1968 | Nederlandse Top 40: week 40 in 1967 t/m 2 in 1968 | Nederlandse Top 40: week 40 in 1967 t/m 2 in 1968 | Nederlandse Top 40: week 40 in 1967 t/m 2 in 1968 | Nederlandse Top 40: week 40 in 1967 t/m 2 in 1968 | Nederlandse Top 40: week 40 in 1967 t/m 2 in 1968 | Nederlandse Top 40: week 40 in 1967 t/m 2 in 1968 | Nederlandse Top 40: week 40 in 1967 t/m 2 in 1968 | Nederlandse Top 40: week 40 in 1967 t/m 2 in 1968 | Nederlandse Top 40: week 40 in 1967 t/m 2 in 1968 | Nederlandse Top 40: week 40 in 1967 t/m 2 in 1968 |
| Week:                                             | 1                                                 | 2                                                 | 3                                                 | 4                                                 | 5                                                 | 6                                                 | 7                                                 | 8                                                 | 9                                                 | 10                                                | 11                                                | 12                                                | 13                                                | 14                                                | 15                                                |                                                   |
| ------------------------------------------------- | ------------------------------------------------- | ------------------------------------------------- | ------------------------------------------------- | ------------------------------------------------- | ------------------------------------------------- | ------------------------------------------------- | ------------------------------------------------- | ------------------------------------------------- | ------------------------------------------------- | ------------------------------------------------- | ------------------------------------------------- | ------------------------------------------------- | ------------------------------------------------- | ------------------------------------------------- | ------------------------------------------------- | ------------------------------------------------- |
| Positie                                           | 18                                                | 4                                                 | 1                                                 | 1                                                 | 1                                                 | 2                                                 | 2                                                 | 3                                                 | 5                                                 | 7                                                 | 13                                                | 17                                                | 24                                                | 28                                                | 36                                                | uit                                               |

| Parool Top 20: 7-10-1967 t/m 23-12-1967 | Parool Top 20: 7-10-1967 t/m 23-12-1967 | Parool Top 20: 7-10-1967 t/m 23-12-1967 | Parool Top 20: 7-10-1967 t/m 23-12-1967 | Parool Top 20: 7-10-1967 t/m 23-12-1967 | Parool Top 20: 7-10-1967 t/m 23-12-1967 | Parool Top 20: 7-10-1967 t/m 23-12-1967 | Parool Top 20: 7-10-1967 t/m 23-12-1967 | Parool Top 20: 7-10-1967 t/m 23-12-1967 | Parool Top 20: 7-10-1967 t/m 23-12-1967 | Parool Top 20: 7-10-1967 t/m 23-12-1967 | Parool Top 20: 7-10-1967 t/m 23-12-1967 | Parool Top 20: 7-10-1967 t/m 23-12-1967 | Parool Top 20: 7-10-1967 t/m 23-12-1967 |
| Week:                                   | 1                                       | 2                                       | 3                                       | 4                                       | 5                                       | 6                                       | 7                                       | 8                                       | 9                                       | 10                                      | 11                                      | 12                                      |                                         |
| --------------------------------------- | --------------------------------------- | --------------------------------------- | --------------------------------------- | --------------------------------------- | --------------------------------------- | --------------------------------------- | --------------------------------------- | --------------------------------------- | --------------------------------------- | --------------------------------------- | --------------------------------------- | --------------------------------------- | --------------------------------------- |
| Positie:                                | 14                                      | 4                                       | 1                                       | 1                                       | 1                                       | 3                                       | 3                                       | 3                                       | 4                                       | 6                                       | 9                                       | 17                                      | uit                                     |

| Vlaamse Top 30: 21-10-1967 t/m 27-1-1968 | Vlaamse Top 30: 21-10-1967 t/m 27-1-1968 | Vlaamse Top 30: 21-10-1967 t/m 27-1-1968 | Vlaamse Top 30: 21-10-1967 t/m 27-1-1968 | Vlaamse Top 30: 21-10-1967 t/m 27-1-1968 | Vlaamse Top 30: 21-10-1967 t/m 27-1-1968 | Vlaamse Top 30: 21-10-1967 t/m 27-1-1968 | Vlaamse Top 30: 21-10-1967 t/m 27-1-1968 | Vlaamse Top 30: 21-10-1967 t/m 27-1-1968 | Vlaamse Top 30: 21-10-1967 t/m 27-1-1968 | Vlaamse Top 30: 21-10-1967 t/m 27-1-1968 | Vlaamse Top 30: 21-10-1967 t/m 27-1-1968 | Vlaamse Top 30: 21-10-1967 t/m 27-1-1968 | Vlaamse Top 30: 21-10-1967 t/m 27-1-1968 | Vlaamse Top 30: 21-10-1967 t/m 27-1-1968 | Vlaamse Top 30: 21-10-1967 t/m 27-1-1968 | Vlaamse Top 30: 21-10-1967 t/m 27-1-1968 |
| Week:                                    | 1                                        | 2                                        | 3                                        | 4                                        | 5                                        | 6                                        | 7                                        | 8                                        | 9                                        | 10                                       | 11                                       | 12                                       | 13                                       | 14                                       | 15                                       |                                          |
| ---------------------------------------- | ---------------------------------------- | ---------------------------------------- | ---------------------------------------- | ---------------------------------------- | ---------------------------------------- | ---------------------------------------- | ---------------------------------------- | ---------------------------------------- | ---------------------------------------- | ---------------------------------------- | ---------------------------------------- | ---------------------------------------- | ---------------------------------------- | ---------------------------------------- | ---------------------------------------- | ---------------------------------------- |
| Positie:                                 | 19                                       | 14                                       | 8                                        | 2                                        | 1                                        | 1                                        | 1                                        | 1                                        | 1                                        | 2                                        | 4                                        | 6                                        | 10                                       | 17                                       | 20                                       | uit                                      |

| Evergreen Top 1000 "Massachusetts" | Evergreen Top 1000 "Massachusetts" | Evergreen Top 1000 "Massachusetts" | Evergreen Top 1000 "Massachusetts" | Evergreen Top 1000 "Massachusetts" | Evergreen Top 1000 "Massachusetts" | Evergreen Top 1000 "Massachusetts" | Evergreen Top 1000 "Massachusetts" | Evergreen Top 1000 "Massachusetts" | Evergreen Top 1000 "Massachusetts" | Evergreen Top 1000 "Massachusetts" | Evergreen Top 1000 "Massachusetts" | Evergreen Top 1000 "Massachusetts" | Evergreen Top 1000 "Massachusetts" | Evergreen Top 1000 "Massachusetts" | Evergreen Top 1000 "Massachusetts" | Evergreen Top 1000 "Massachusetts" |
| Jaar                               | 2008                               | 2009                               | 2010                               | 2011                               | 2012                               | 2013                               | 2014                               | 2015                               | 2016                               | 2017                               | 2018                               | 2019                               | 2020                               | 2021                               | 2022                               | 2023                               |
| ---------------------------------- | ---------------------------------- | ---------------------------------- | ---------------------------------- | ---------------------------------- | ---------------------------------- | ---------------------------------- | ---------------------------------- | ---------------------------------- | ---------------------------------- | ---------------------------------- | ---------------------------------- | ---------------------------------- | ---------------------------------- | ---------------------------------- | ---------------------------------- | ---------------------------------- |
| Positie                            | 45                                 | 45                                 | 40                                 | 67                                 | 63                                 | 87                                 | 37                                 | 52                                 | 45                                 | 67                                 | 76                                 | 81                                 | 93                                 | 122                                | 75                                 | 87                                 |

### NPO Radio 2 Top 2000
| Nummer met noteringen in de NPO Radio 2 Top 2000 | '99 | '00 | '01 | '02 | '03 | '04 | '05 | '06 | '07 | '08 | '09 | '10 | '11 | '12 | '13 | '14 | '15  | '16 | '17 | '18  | '19  | '20  | '21  | '22  | '23  | '24 |
| ------------------------------------------------ | --- | --- | --- | --- | --- | --- | --- | --- | --- | --- | --- | --- | --- | --- | --- | --- | ---- | --- | --- | ---- | ---- | ---- | ---- | ---- | ---- | --- |
| Massachusetts                                    | 214 | 233 | 171 | 295 | 227 | 253 | 259 | 287 | 230 | 243 | 425 | 349 | 468 | 802 | 870 | 785 | 1070 | 863 | 977 | 1195 | 1289 | 1154 | 1204 | 1223 | 1208 | 696 |

1. ↑  Een vetgedrukt getal geeft de hoogste notering aan.